# Plicatula tuberculosa
Plicatula tuberculosa is een tweekleppigensoort uit de familie van de Plicatulidae. De wetenschappelijke naam van de soort is voor het eerst geldig gepubliceerd in 1933 door Nomura.